# Гринтовець-при-Осилниці
Гринтовець-при-Осилниці (словен. Grintovec pri Osilnici) — поселення в общині Осилниця, регіон Південно-Східна Словенія, Словенія.